# Challenge européen 2007-2008
Navigation
Édition précédente Édition suivante
Le Challenge européen est une compétition européenne annuelle de rugby à XV.
L'édition 2007-2008 de la compétition réunit des clubs de 6 pays européens : 8 clubs français, 5 anglais, 4 italiens, 1 irlandais, 1 roumain, 1 espagnol.
Les premiers et les 3 meilleurs deuxièmes sont qualifiés pour les quarts de finale.

Les phases finales se jouent à élimination directe.
Le Challenge 2008 est remporté par Bath contre Worcester (24-16).

## Matchs de poule

### Poule 1
|   | Équipe      | Pts | B | J | G | N | P | PP  | PC  | Diff |
| - | ----------- | --- | - | - | - | - | - | --- | --- | ---- |
| 1 | Bath Rugby  | 29  | 5 | 6 | 6 | 0 | 0 | 203 | 65  | +138 |
| 2 | FC Auch     | 14  | 2 | 6 | 3 | 0 | 3 | 109 | 147 | -38  |
| 3 | SC Albi     | 11  | 3 | 6 | 2 | 0 | 4 | 130 | 177 | -47  |
| 4 | Rugby Parma | 7   | 3 | 6 | 1 | 0 | 5 | 104 | 157 | -53  |

1re journée
| 10 novembre 2007 | Rugby Parma | 23 | 28 | SC Albi    |
| 10 novembre 2007 | FC Auch     | 6  | 28 | Bath Rugby |

2e journée
| 17 novembre 2007 | Bath Rugby | 28 | 0  | Rugby Parma |
| 17 novembre 2007 | SC Albi    | 30 | 31 | FC Auch     |

3e journée
| 7 décembre 2007 | SC Albi     | 18 | 26 | Bath Rugby |
| 8 décembre 2007 | Rugby Parma | 25 | 20 | FC Auch    |

4e journée
| 15 décembre 2007 | Bath Rugby | 59 | 15 | SC Albi     |
| 15 décembre 2007 | FC Auch    | 24 | 20 | Rugby Parma |

5e journée
| 12 janvier 2008 | Rugby Parma | 13 | 31 | Bath Rugby |
| 12 janvier 2008 | FC Auch     | 15 | 13 | SC Albi    |

6e journée
| 19 janvier 2008 | Bath Rugby | 31 | 13 | FC Auch     |
| 19 janvier 2008 | SC Albi    | 26 | 23 | Rugby Parma |

### Poule 2
|   | Équipe             | Pts | B | J | G | N | P | PP  | PC  | Diff |
| - | ------------------ | --- | - | - | - | - | - | --- | --- | ---- |
| 1 | Worcester Warriors | 29  | 5 | 6 | 6 | 0 | 0 | 245 | 49  | +196 |
| 2 | US Montauban       | 16  | 4 | 6 | 3 | 0 | 3 | 175 | 113 | +62  |
| 3 | Bucarest Rugby     | 10  | 0 | 6 | 2 | 1 | 3 | 77  | 158 | -81  |
| 4 | Gran Parma         | 3   | 1 | 6 | 0 | 1 | 5 | 82  | 259 | -177 |

1re journée
| 9 novembre 2007  | US Montauban   | 65 | 6  | Gran Parma         |
| 10 novembre 2007 | Bucarest Rugby | 8  | 18 | Worcester Warriors |

2e journée
| 17 novembre 2007 | Gran Parma         | 23 | 23 | Bucarest Rugby |
| 17 novembre 2007 | Worcester Warriors | 41 | 18 | US Montauban   |

3e journée
| 8 décembre 2007 | Bucarest Rugby     | 19 | 17 | US Montauban |
| 8 décembre 2007 | Worcester Warriors | 50 | 0  | Gran Parma   |

4e journée
| 14 décembre 2007 | US Montauban | 34 | 6  | Bucarest Rugby     |
| 15 décembre 2007 | Gran Parma   | 16 | 66 | Worcester Warriors |

5e journée
| 11 janvier 2008 | US Montauban   | 7  | 24 | Worcester Warriors |
| 13 janvier 2008 | Bucarest Rugby | 21 | 20 | Gran Parma         |

6e journée
| 19 janvier 2008 | Gran Parma         | 17 | 34 | US Montauban   |
| 19 janvier 2008 | Worcester Warriors | 46 | 0  | Bucarest Rugby |

### Poule 3
|   | Équipe            | Pts | B | J | G | N | P | PP  | PC  | Diff |
| - | ----------------- | --- | - | - | - | - | - | --- | --- | ---- |
| 1 | Newcastle Falcons | 24  | 4 | 6 | 5 | 0 | 1 | 264 | 57  | +207 |
| 2 | CA Brive          | 20  | 4 | 6 | 4 | 0 | 2 | 179 | 73  | +106 |
| 3 | Connacht          | 15  | 3 | 6 | 3 | 0 | 3 | 172 | 97  | +75  |
| 4 | El Salvador       | 0   | 0 | 6 | 0 | 0 | 6 | 26  | 414 | -388 |

1re journée
| 9 novembre 2007  | CA Brive    | 15 | 6  | Connacht          |
| 10 novembre 2007 | El Salvador | 10 | 71 | Newcastle Falcons |

2e journée
| 15 novembre 2007 | Newcastle Falcons | 25 | 19 | CA Brive    |
| 16 novembre 2007 | Connacht          | 75 | 8  | El Salvador |

3e journée
| 7 décembre 2007 | Connacht | 16 | 13 | Newcastle Falcons |
| 9 décembre 2007 | CA Brive | 71 | 0  | El Salvador       |

4e journée
| 16 décembre 2007 | El Salvador       | 8  | 40 | CA Brive |
| 16 décembre 2007 | Newcastle Falcons | 39 | 0  | Connacht |

5e journée
| 11 janvier 2008 | CA Brive    | 12 | 19 | Newcastle Falcons |
| 13 janvier 2008 | El Salvador | 0  | 60 | Connacht          |

6e journée
| 18 janvier 2008 | Connacht          | 15 | 22 | CA Brive    |
| 20 janvier 2008 | Newcastle Falcons | 97 | 0  | El Salvador |

### Poule 4
|   | Équipe           | Pts | B | J | G | N | P | PP  | PC  | Diff |
| - | ---------------- | --- | - | - | - | - | - | --- | --- | ---- |
| 1 | Sale Sharks      | 27  | 5 | 6 | 5 | 1 | 0 | 244 | 62  | +182 |
| 2 | Montpellier HRC  | 19  | 1 | 6 | 4 | 1 | 1 | 114 | 115 | -1   |
| 3 | Aviron bayonnais | 8   | 4 | 6 | 1 | 0 | 5 | 100 | 164 | -64  |
| 4 | Petrarca Padoue  | 5   | 1 | 6 | 1 | 0 | 5 | 73  | 190 | -117 |

1re journée
| 8 novembre 2007 | Sale Sharks      | 49 | 6  | Montpellier HRC |
| 9 novembre 2007 | Aviron bayonnais | 37 | 20 | Petrarca Padoue |

2e journée
| 17 novembre 2007 | Petrarca Padoue | 14 | 53 | Sale Sharks      |
| 17 novembre 2007 | Montpellier HRC | 18 | 12 | Aviron bayonnais |

3e journée
| 8 décembre 2007 | Petrarca Padoue  | 13 | 19 | Montpellier HRC |
| 8 décembre 2007 | Aviron bayonnais | 12 | 51 | Sale Sharks     |

4e journée
| 13 décembre 2007 | Sale Sharks     | 32 | 10 | Aviron bayonnais |
| 14 décembre 2007 | Montpellier HRC | 31 | 3  | Petrarca Padoue  |

5e journée
| 11 janvier 2008 | Sale Sharks      | 45 | 6  | Petrarca Padoue |
| 12 janvier 2008 | Aviron bayonnais | 24 | 26 | Montpellier HRC |

6e journée
| 19 janvier 2008 | Petrarca Padoue | 17 | 5  | Aviron bayonnais |
| 19 janvier 2008 | Montpellier HRC | 14 | 14 | Sale Sharks      |

### Poule 5
|   | Équipe            | Pts | B | J | G | N | P | PP  | PC  | Diff |
| - | ----------------- | --- | - | - | - | - | - | --- | --- | ---- |
| 1 | Castres olympique | 21  | 1 | 6 | 5 | 0 | 1 | 160 | 105 | +55  |
| 2 | Leeds Carnegie    | 19  | 3 | 6 | 4 | 0 | 2 | 157 | 101 | +56  |
| 3 | Rugby Calvisano   | 9   | 1 | 6 | 2 | 0 | 4 | 123 | 200 | -77  |
| 4 | US Dax            | 7   | 3 | 6 | 1 | 0 | 5 | 109 | 143 | -34  |

1re journée
| 9 novembre 2007  | Leeds Carnegie  | 35 | 18 | Castres olympique |
| 11 novembre 2007 | Rugby Calvisano | 54 | 19 | US Dax            |

2e journée
| 16 novembre 2007 | US Dax            | 20 | 23 | Leeds Carnegie  |
| 17 novembre 2007 | Castres olympique | 61 | 28 | Rugby Calvisano |

3e journée
| 8 décembre 2007 | Castres olympique | 25 | 15 | US Dax          |
| 9 décembre 2007 | Leeds Carnegie    | 45 | 5  | Rugby Calvisano |

4e journée
| 15 décembre 2007 | US Dax          | 15 | 16 | Castres olympique |
| 16 décembre 2007 | Rugby Calvisano | 27 | 26 | Leeds Carnegie    |

5e journée
| 11 janvier 2008 | Leeds Carnegie  | 25 | 18 | US Dax            |
| 12 janvier 2008 | Rugby Calvisano | 9  | 27 | Castres olympique |

6e journée
| 17 janvier 2008 | Castres olympique | 13 | 3 | Leeds Carnegie  |
| 18 janvier 2008 | US Dax            | 22 | 0 | Rugby Calvisano |

## Phase finale
|  | Quarts de finale                     | Quarts de finale                      |                    |    | Demi-finales                     | Demi-finales                     |  |  | Finale                               | Finale                               |
|  | Quarts de finale                     | Quarts de finale                      |                    |    | Demi-finales                     | Demi-finales                     |  |  | Finale                               | Finale                               |
|  |                                      |                                       |                    |    |                                  |                                  |  |  |                                      |                                      |
|  | le 4 avril à 19h30 (UTC) à Stockport | le 4 avril à 19h30 (UTC) à Stockport  |                    |    | le 26 avril à 12h30 (UTC) à Bath | le 26 avril à 12h30 (UTC) à Bath |  |  | le 25 mai à 12h00 (UTC) à Gloucester | le 25 mai à 12h00 (UTC) à Gloucester |
|  | le 4 avril à 19h30 (UTC) à Stockport | le 4 avril à 19h30 (UTC) à Stockport  |                    |    | le 26 avril à 12h30 (UTC) à Bath | le 26 avril à 12h30 (UTC) à Bath |  |  | le 25 mai à 12h00 (UTC) à Gloucester | le 25 mai à 12h00 (UTC) à Gloucester |
|  | Sale Sharks                          | 49                                    |                    |    | le 26 avril à 12h30 (UTC) à Bath | le 26 avril à 12h30 (UTC) à Bath |  |  | le 25 mai à 12h00 (UTC) à Gloucester | le 25 mai à 12h00 (UTC) à Gloucester |
|  | Sale Sharks                          | 49                                    |                    |    | le 26 avril à 12h30 (UTC) à Bath | le 26 avril à 12h30 (UTC) à Bath |  |  | le 25 mai à 12h00 (UTC) à Gloucester | le 25 mai à 12h00 (UTC) à Gloucester |
|  | CA Brive                             | 24                                    |                    |    | le 26 avril à 12h30 (UTC) à Bath | le 26 avril à 12h30 (UTC) à Bath |  |  | le 25 mai à 12h00 (UTC) à Gloucester | le 25 mai à 12h00 (UTC) à Gloucester |
|  | CA Brive                             | 24                                    | Bath Rugby         | 36 |                                  |                                  |  |  | le 25 mai à 12h00 (UTC) à Gloucester | le 25 mai à 12h00 (UTC) à Gloucester |
|  | le 5 avril à 14h15 (UTC) à Bath      |                                       | Bath Rugby         | 36 |                                  |                                  |  |  | le 25 mai à 12h00 (UTC) à Gloucester | le 25 mai à 12h00 (UTC) à Gloucester |
|  |                                      | Sale Sharks                           | 14                 |    |                                  |                                  |  |  | le 25 mai à 12h00 (UTC) à Gloucester | le 25 mai à 12h00 (UTC) à Gloucester |
|  | Bath Rugby                           | Sale Sharks                           | 14                 | 57 |                                  |                                  |  |  | le 25 mai à 12h00 (UTC) à Gloucester | le 25 mai à 12h00 (UTC) à Gloucester |
|  | Bath Rugby                           |                                       |                    | 57 |                                  |                                  |  |  | le 25 mai à 12h00 (UTC) à Gloucester | le 25 mai à 12h00 (UTC) à Gloucester |
|  | Leeds Carnegie                       | 5                                     |                    |    |                                  |                                  |  |  | le 25 mai à 12h00 (UTC) à Gloucester | le 25 mai à 12h00 (UTC) à Gloucester |
|  | Leeds Carnegie                       | 5                                     | Bath Rugby         | 24 |                                  |                                  |  |  |                                      |                                      |
|  | le 5 avril à 15h00 (UTC) à Worcester |                                       | Bath Rugby         | 24 |                                  |                                  |  |  |                                      |                                      |
|  |                                      | Worcester Warriors                    | 16                 |    |                                  |                                  |  |  |                                      |                                      |
|  | Worcester Warriors                   | Worcester Warriors                    | 16                 | 36 |                                  |                                  |  |  |                                      |                                      |
|  | Worcester Warriors                   | le 25 avril à 20h00 (UTC) à Worcester |                    | 36 |                                  |                                  |  |  |                                      |                                      |
|  | Montpellier HRC                      | 26                                    |                    |    |                                  |                                  |  |  |                                      |                                      |
|  | Montpellier HRC                      | 26                                    | Worcester Warriors | 31 |                                  |                                  |  |  |                                      |                                      |
|  | le 5 avril à 20h00 (UTC) à Newcastle |                                       | Worcester Warriors | 31 |                                  |                                  |  |  |                                      |                                      |
|  |                                      | Newcastle Falcons                     | 16                 |    |                                  |                                  |  |  |                                      |                                      |
|  | Newcastle Falcons                    | Newcastle Falcons                     | 16                 | 40 |                                  |                                  |  |  |                                      |                                      |
|  | Newcastle Falcons                    |                                       |                    | 40 |                                  |                                  |  |  |                                      |                                      |
|  | Castres olympique                    | 13                                    |                    |    |                                  |                                  |  |  |                                      |                                      |
|  | Castres olympique                    | 13                                    |                    |    |                                  |                                  |  |  |                                      |                                      |

### Finale
La finale du Challenge a lieu le 25 mai 2008 au Kingsholm Stadium, à Gloucester. Elle voit Bath Rugby l'emporter sur les Worcester Warriors sur le score de 24 à 16.
| Finale Samedi 25 mai 2008 | Bath Rugby | 24 - 16 (15 - 6) | Worcester Warriors                                                                                    | Kingsholm Stadium, Gloucester Arbitre : Christophe Berdos |
| Finale Samedi 25 mai 2008 | Essai(s) : 2 Fa'amatuainu (31e), Abendanon (35e) Transformation(s) : 1 Barkley (32e) Pénalité(s) : 3 Barkley (15e, 53e), James (75e) Drop(s) : 1 Barkley (67e) |                  | Essai(s) : 1 Delport (79e) Transformation(s) : 1 Carlisle (79e) Pénalité(s) : 3 Drahm (23e, 39e, 49e) | Kingsholm Stadium, Gloucester Arbitre : Christophe Berdos |
| Finale Samedi 25 mai 2008 | |                  | | Kingsholm Stadium, Gloucester Arbitre : Christophe Berdos |